# Crossocerus barbipes
Crossocerus barbipes är en stekelart som först beskrevs av Anders Gustav Dahlbom 1845.  Crossocerus barbipes ingår i släktet Crossocerus, och familjen Crabronidae. Enligt den finländska rödlistan är arten nära hotad i Finland. Arten är reproducerande i Sverige. Artens livsmiljö är skogar.